# Sönner-Sandtjärnen
Sönner-Sandtjärnen är en sjö i Åre kommun i Jämtland och ingår i Nean-Vapstälvens kustområde. Sjön har en area på 0,131 kvadratkilometer och ligger 601 meter över havet. Sjön avvattnas av vattendraget Tevla.

## Delavrinningsområde
Sönner-Sandtjärnen ingår i det delavrinningsområde (702958-131185) som SMHI kallar för Gräns mot Norge. Medelhöjden är 664 meter över havet och ytan är 15,88 kvadratkilometer. Det finns inga avrinningsområden uppströms utan avrinningsområdet är högsta punkten. Tevla som avvattnar avrinningsområdet har biflödesordning 2, vilket innebär att vattnet flödar genom totalt 2 vattendrag innan det når havet efter 6,1 kilometer. Avrinningsområdet består mestadels av skog (57 procent) och kalfjäll (35 procent). Avrinningsområdet har 0,28 kvadratkilometer vattenytor vilket ger det en sjöprocent på 1,8 procent. Bebyggelsen i området täcker en yta av 0,29 kvadratkilometer eller 2 procent av avrinningsområdet.